# USS Hermitage (LSD-34)
El USS Hermitage (LSD-34) fue el nombre de un LSD (landing ship dock) de la US Navy que sirvió de 1956 a 1989; fue transferido a la marina de guerra de Brasil, donde presta servicio como NDD Ceará (G-30).

## Construcción
Su constructor fue el Ingalls Shipbuilding de Pascagoula, Misisipi. Fue botado su casco y completado en 1956.

## Historia de servicio
El USS Hermitage fue asignado en 1956 y sirvió hasta 1989, combatiendo en la guerra de Vietnam. Tras su baja fue transferido a la marina de guerra de Brasil (junto al USS Alamo) cambiando su nombre a Ceará. Actualmente permanece en servicio.